# Аврам Хершко
Аврам Хершко (на иврит: אברהם הרשקו; на латински: Avram Hershko) е израелски биохимик от унгарски произход, носител на Нобелова награда за химия за 2004 година. Роден е като Ференц Хершко (на унгарски: Herskó Ferenc).

## Биография
Роден е на 31 декември 1937 г. в град Карцаг, област Яс-Надкун-Солнок, Унгария; малък град на около 150 km от столицата Будапеща. Баща му е учител в местното основно училище, а майка му дава частни уроци по пиано и английски език. Ранното му детство е белязано от последиците от Втората световна война и етническия му произход. Малко след края на войната, през 1950 г., семейството емигрира в Израел. Въпреки сравнително ниския социален емигрантски статус, Аврам Хершко учи в скъпо частно училище в Йерусалим.
През 1965 г. завършва медицина, а четири години по-късно завършва и аспирантурата си в Еврейския университет в Йерусалим. Към 2007 г. е почетен професор в Израелския технологичен институт в Хайфа, както и професор по патология в Нюйоркския университет.

## Признание
През 2000 г. получава наградата Албърт Ласкер за фундаментални изследвания в медицината, а през 2004 заедно с Аарон Цихановер и Ъруин Роуз е удостоен с Нобелова награда за химия „за откритието на убиквитин-зависимото разграждане на белтъци“.

## Публикации
- Hershko, A., Ciechanover, A., and Rose, I.A. (1979) „Resolution of the ATP-dependent proteolytic system from reticulocytes: A component that interacts with ATP“. Proc. Natl. Acad. Sci. USA 76, pp. 3107 – 3110.
- Hershko, A., Ciechanover, A., Heller, H., Haas, A.L., and Rose I.A. (1980) „Proposed role of ATP in protein breakdown: Conjugation of proteins with multiple chains of the polypeptide of ATP-dependent proteolysis“. Proc. Natl. Acad. Sci. USA 77, pp. 1783 – 1786.
- Ciechanover, A., Elias, S., Heller, H. and Hershko, A. (1982) Covalent affinity purification of ubiquitin-activating enzyme. J. Biol. Chem. 257, 2537 – 2542.
- Hershko, A., Heller, H., Elias, S. and Ciechanover, A. (1983) Components of ubiquitin-protein ligase system: resolution, affinity purification and role in protein breakdown. J. Biol. Chem. 258, 8206 – 8214.
- Hershko, A., Leshinsky, E., Ganoth, D. and Heller, H. (1984) ATP-dependent degradation of ubiquitin-protein conjugates. Proc. Natl. Acad. Sci. USA 81, 1619 – 1623.
- Hershko, A., Heller, H., Eytan, E. and Reiss, Y. (1986) The protein substrate binding site of the ubiquitin-protein ligase system. J. Biol. Chem. 261, 11992 – 11999.
- Ganoth, D., Leshinsky, E., Eytan, E., and Hershko, A. (1988) A multicomponent system that degrades proteins conjugated to ubiquitin. Resolution of components and evidence for ATP-dependent complex formation. J. Biol. Chem. 263, 12412 – 1241.